# Forcipomyia desertensis
Forcipomyia desertensis är en tvåvingeart som beskrevs av Wirth och Hubert 1960. Forcipomyia desertensis ingår i släktet Forcipomyia och familjen svidknott. Inga underarter finns listade i Catalogue of Life.